# China Keitetsi
China Keitetsi este o scriitoare ugandeză.